# Diana Hamilton
Diana Antwi Hamilton, née le 4 décembre 1978 , est une infirmière et musicienne gospel ghanéenne. Elle remporte le prix de l'artiste féminine la plus écoutée de l'année 2021 lors du 3Music Women's Brunch.

## Biographie

### Jeunesse et éducation
Diana est la fille de l'apôtre Félix Antwi et de Mme Comfort Antwi qui est une ancienne membre du conseil exécutif de l'Église de la Pentecôte. Elle est la troisième d'une fratrie de 8 enfants. Elle fait ses études de base à la Morning Star School, Cantonments à Accra et poursuit ensuite ses études secondaires au Ghana National College, à Cape Coast. Par la suite, elle étudie et pratique les soins infirmiers au Komfo Anokye Nursing College.

### Carrière
À l'âge de 13 ans, Diana est choriste pour Francis Agyei. Elle sort son premier album en 2007 intitulé «Ɔsoro bɛkasa» et cet album bénéficie d'une bonne diffusion qui la fit connaître du grand public. Son deuxième album, «Ensi wo yie», sorti en 2010, lui vaut une renommée dans l'industrie de la musique gospel ghanéenne. Elle est l'une des artistes principales du Harvest Praise 2019 qui se déroule au Fantasy Dome à Accra. La maison 1615 média gère sa carrière musicale.
En mars 2021, elle figure parmi les 30 femmes les plus influentes de la musique selon le Women's Brunch des 3Music Awards. En mai 2021, elle est dévoilée avec Kofi Kinaata comme ambassadrice de la marque Enterprise Life,. Elle ouvre la deuxième journée de la soirée de remise des prix de la musique VGMA 2021 avec sa performance et est couronnée, le 26 juin 2021, Artiste de l'année et Artiste Gospel de l'année aux Ghana Music Awards avec sa chanson "Adom".
En 2024, elle présente l'artiste gospel international nigérian Mercy Chinwo sur sa chanson intitulée The Making of the Lord .

### Vie privée
Diana est mariée au Dr Joseph Hamilton et, ensemble, ils ont des jumeaux. Elle aime cuisiner et elle crée ses propres modèles.
Elle lance le 4 février 2017, la Fondation Diana Hamilton, une organisation caritative qui vise à répondre aux besoins des personnes défavorisées de la société.

### Albums
| Année | Titre                                             | Réf.   |
| ----- | ------------------------------------------------- | ------ |
| 2007  | "Ɔsoro bɛkasa" (Le ciel parlera)                  | [ 15 ] |
| 2010  | « Ensi wo yie » (Que tout se passe bien pour toi) | [ 15 ] |
| 2011  | Bénédictions                                      |        |
| 2015  | Yehowah                                           | [ 16 ] |